# Aéroport international des Niagara Falls
Ne doit pas être confondu avec Aéroport international de Buffalo-Niagara.
Niagara Falls International Airport (code IATA : IAG • code OACI : KIAG • code FAA : IAG) est situé à 6 km à l'est du centre-ville de Niagara Falls, dans le Comté de Niagara, New York. Détenu et exploité par la Frontière du Niagara, de l'administration des Transports, de l'aéroport actions de ses pistes avec les Chutes du Niagara de la Réserve Aérienne de la Station. Une nouvelle aérogare a ouvert en 2009.

## Situation et accès

### Carte des aéroports dans l'État de New York
Note: Newark-Liberty n'est pas techniquement situé dans l'État de New York mais figure sur cette carte.

| \| 50 km1:1 725 000 \| Albany Binghamton Buffalo · Niagara Elmira/Corning Ithaca Long · Island LaGuardia Newburgh · Stewart Niagara · Falls Newark JFK Plattsburgh Rochester Syracuse Watertown Westchester |
| 50 km1:1 725 000 |

## Compagnies aériennes et destinations

### Passager
| Compagnies      | Destinations |
| --------------- | --- |
| Allegiant Air   | Orlando-Sanford, Punta Gorda (Floride), St. Petersburg-Clearwater, Savannah En saison : Fort Lauderdale-Hollywood |
| Spirit Airlines | Fort Lauderdale-Hollywood, Orlando En saison : Myrtle Beach                                                       |
| Via Air         | En saison : Long Island (Farmingdale)                                                                             |

Édité le 25/02/2017